# Matias João da Costa
Matias João da Costa ( Travassos do Rio - Sezelhe, Montalegre, Vila Real, Portugal, aproximadamente 1690 — Sertão da Bahia, 1758) Filho de Vicente  Gonçalves Branco e Maria João. Um primeiros povoadores do Alto Sertão da Bahia, Sertão da Ressaca e região do rio Pardo. Estabelecido na quinta Brejo das Carnaíbas situada nos territórios dos atuais municípios de Guanambi, Matina e Igaporã. Seus descendentes se espalharam por estas regiões sendo pioneiros em vários lugares do sudoeste baiano. Se casou em 15 de Agosto de 1738 no Brejo das Carnaibas, freguesia de Santo Antonio do Urubu com Clara Gonçalves, ex- escrava de Pedro Leolino Mariz e natural do Cabo Verde, com quem teve dez filhos:
- Leonardo Gonçalves da Costa[3]
- Paulo Gonçalves da Costa[3]
- António Leolino[3]
- Maria Gonçalves da Costa[3]
- Rosaura Gonçalves da Costa[3]
- Joana Gonçalves da Costa[3]
- Josefa Gonçalves da Costa, foi casada com João Gonçalves da Costa, sertanista que conquistou territórios no Sertão da Ressaca, e fundador do Arraial da Conquista, atual cidade de Vitória da Conquista.[1][2][3]
- Roberto Leolino Mariz[3]
- Timóteo Gonçalves da Costa, um dos pioneiros do povoamento do município de Poções.[1][3]
- Lucinda Gonçalves da Costa[3]
- Manuel, filho da sua mulher com Bento Rodrigues de Oliveira e adotivo de Matias João da Costa.[3]